# 洮城郡
洮城郡，中国南北朝时设置的郡。
北周置洮城郡，治所在和政县（今甘肃省岷县东北），洮城郡隶属于岷州，下辖和政县、基城县。周武帝保定元年（561年）废洮城郡，和政县改属同和郡，基城县改属祐川郡。 